# Линник, Алексей Васильевич
Алексей Васильевич Линник (30 марта 1920, Ромны - 24 апреля 2003) — советский военный деятель, генерал-лейтенант, начальник КВИРТУ ПВО с 1974 по 1979 год.

## Биография
Родился 30 марта 1920 года в городе Ромны. Украинец. В Красной армии с ноября 1938 года. Призван Ленинск-Кузнецким районным военкоматом города Новосибирска. Член ВКП(б).
На фронтах Великой Отечественной войны с 22 июля 1941 года. Командир пулеметной роты, затем командир батальона в прожекторной дивизии ПВО.
После войны служил на должностях командира полка в Дмитрове, Андреаполе, Ржеве, начальника штаба радиотехнических войск ПВО страны, с 1974 по 1979 год — начальник Киевского радиотехнического училища.

## Награды
Награжден орденом Отечественной войны I степени, двумя орденами Красной Звезды, медалями «За оборону Москвы» (1944), «За победу над Германией».